# トリーネ・レイン
トリーネ・レイン（Trine Rein, 1970年11月7日 - ）は、ノルウェーの女性歌手。アメリカ合衆国カリフォルニア州サンフランシスコ生まれ。ノルウェー出身。
現在はノルウェーの冒険家Lars Monsenと結婚してノルウェーで音楽活動を続けている。

## プロフィール
1970年11月7日、アメリカ・サンフランシスコで生まれる。翌年、ノルウェーへ移住し、15歳の時にバンド「The Sound of Silence」でコンテストを準優勝する。高校卒業後、スタジオ・ミュージシャンとして活動し多くのラジオCMに出演。その傍らバンド活動を行い、1989年に「Saturn」、1991年からは「W.I.P.」(World In Peace)に参加。そして、1992年、EMIに見出されてソロシンガーとして契約する。
翌1993年にファーストアルバム『Finders Keepers』をリリースしてソロデビュー。ノルウェーで5週連続でチャート1位を記録し、人口400万人のノルウェーで20万枚のセールス。同年、ファーストシングル『Just Missed The Train』（Danielle Brisebois作詞の曲で翌年にはDanielle Brisebois本人も歌う。その後ケリー・クラークソン等もカバー）もリリース。
1994年2月にノルウェー・リレハンメルで開催されたリレハンメルオリンピックを機に、海外でも注目を集める。特に日本で人気となり、16のラジオ局で『Finders Keepers』がチャート1位を記録。売上げ60万枚の3分の2に当たる40万枚を日本で売り上げる。
1996年にリリースされたセカンドアルバム『Beneath My Skin』はノルウェー、日本、デンマークで30万枚以上のセールスを記録。ノルウェーでチャート1位となる。日本でも18万枚をセールス。同年、来日コンサートを行う。
1998年にサード・アルバムを『To Find The Truth』をリリース。10万枚のセールスを記録するが、有名人としての生活に辟易し始めていた彼女は活動を停止し、
2000年にアメリカのサンフランシスコとロサンゼルスに移住。「奇妙な仕事」を経験しようと考え、数年間リムジンのドライバーなどいくつかの仕事を経験する。
2004年、ベスト盤『The Very Best of Trine Rein』をリリース。ノルウェーに戻り、音楽業界に復帰する。2006年にヨーロッパの音楽コンテスト「ユーロビジョン・ソング・コンテスト」のノルウェー予選に当たる「メロディー・グランプリ」に参加。決勝（8組）へ進出するも「ユーロビジョン・ソング・コンテスト」への出場はならなかった。
2010年5月24日、12年ぶりとなるシングル『I Found Love』をiTunes限定で発売。同年9月20日には、同じく12年ぶりのオリジナル・アルバム『Seeds of Joy』をリリースし活動を再開した。
2011年3月26日、東北大震災直後にノルウェーの音楽家たちへ呼びかけて3/26日には復興支援チャリティ・コンサート『Gift To Japan - The Earth Is Trembling』を開催し、在ノルウェー領事館を通じて震災復興支援寄付をしている。

## ディスコグラフィー

### シングル
- Just Missed The Train（1993年）
- Stay With Me Baby（1994年）
- Torn（1996年）
- Do You Really Wanna Leave Me This Way（1996年）
- The State I'm In（1996年）
- Never Far Away（1996年）
- World Without You（1998年）
- Stars And Angels（1998年）
- I Found Love（2010年） iTunes限定発売
- Not for Long（2010年）

### オリジナル・アルバム
- Finders Keepers（1993年）
- Beneath My Skin（1996年）
- To Find The Truth（1998年）
- Seeds of Joy（2010年）

### ベスト・アルバム
- THE GREATEST（1998年） 日本限定発売
- The Very Best of Trine Rein（2004年）